# Frank Dauwen
Frank Dauwen, né le 3 novembre 1967 à Geel, est un entraîneur et ancien joueur de football international belge, qui a mis un terme à sa carrière en 2003. Il a entraîné le KVC Westerlo en Division 2 et l'équipe féminine du VC Moldavo en Division 1.
Il a été défenseur au K Lierse SK, KAA La Gantoise et KVC Westerlo.
Il a été sélectionné à cinq reprises avec les Diables Rouges entre 1991 et 1992.

## Palmarès
- International en 1991 et 1992 (5 caps pour 9 sélections)